# Péchy Zsigmond
Pécsújfalusi Péchy Zsigmond (Pécsújfalu, 1846. december 26. – Pécsújfalu, 1930. június 30.) földbirtokos, Abaúj-Torna vármegye és Kassa szabad királyi város főispánja, országgyűlési képviselő.

## Élete

### Származása
1846-ban született a család névadó településén Pécsújfaluban. Édesapja Péchy Lúcián (meghalt 1884-ben), sáros megyei alispán, eperjesi törvényszék elnöke, édesanyja Usz Aurélia (meghalt Eperjesen 1894-ben, 73 évesen) volt. Szülei házasságából 5 gyermek érte meg a felnőttkort:
- Hermina (1844-1920), Bujanovics Sándor királyi tanácsos, országgyűlési képviselő felesége
- Zsigmond
- Aurél (1848-1929) Kassai királyi törvényszéki elnök, felesége Hoffer Erzsébet
- Ágnes (1849-1932) Piller Kálmán királyi udvari tanácsos, a Sárosvármegyei gazdasági egyesület elnökének[3] felesége
- Andor (1855-1927)[4] országgyűlési képviselő, császári és királyi kamarás, nevezetes versenyló tulajdonos. Iskoláit Eperjesen  és Nagyszombatban, jogi tanulmányait Budapesten végezte, ahol 1878-ban ügyvédi irodát nyitott. 1886-ban a tasnádi kerület szabadelvű párti képviselője lett.[5]

### Pályája
Jogi tanulmányait 1868-ben végezte el Eperjesen. Sáros vármegyében lépett közigazgatási pályára, 1869. szeptember 6-án, amikor is a vármegye aljegyzője lett. 1870. december 5-én első aljegyzővé lépett elő. 1871. december 20-án főjegyzőnek választották meg. 1875. január 21-én lett a vármegye alispánja. Tizenhét évig vezette a vármegye ügyeit, amikor a király 1892 októberében Abaúj-Torna vármegye és Kassa szabad királyi város főispánjává nevezte ki, ünnepélyes beiktatására október 31-én került sor. Az ünnepség alkalmával Sáros vármegye küldöttsége a kassai vármegyeházán külön elbúcsúzott tőle, átadták neki Sáros vármegye közgyűlésének átiratát, amiben biztosítják hálájukról őt, „ki szerető, gondos atyai kezével törölte le a fájó könnyeket, az 1873. évi kolera alkalmával támaszától, az 1879. évi ínség alkalmával kenyerétől megfosztott, az 1887. évi eperjesi nagy tüzvész által hajléktalanná lett ügyefogyottak szeméből, ki igazságos és méltányos birája, önzetlen támogatója volt erősnek s gyengének egyaránt.”. Főispáni kinevezését 13 évig viselte; 1905. októberében a Fejérváry- kormány kormányzása alatt lemondott. Ezután, 1906-ban a héthársi kerület alkotmánypárti képviselője lett. 1910-ben ismét mandátumot nyert, de már a Nemzeti Munkapárt színeiben.
Kitüntetései között szerepel az 1881-ben megkapott III. osztályú vaskoronarend, tulajdonosa a Lipót-rendnek. Az MKE választmányi tagja (1881-). Az MTE Kassavidéki osztály elnöke (1896-). A Kassai Tornázó- és Vívóegyesület; a Felső-magyarországi Kertészeti Egyesület; a Kassai Irodalmi Társaság (1898-tól a Kassai Hírlapírók Otthonával egyesülve Kazinczy-kör néven működött) díszelnöke; a Vöröskereszt kassai fiókegylete elnöke.
Főispáni székfoglaló beszédeit közli a Kassai Szemle (1892. 127. szám)

### Családja, leszármazottai
Feleségétől, maglódi Wodiáner Angélától két lánya született:
1. Mária (1892-1976), aki  Bornemissza István (császári és királyi kamarás, vezérkari ezredes) neje lett
2. Angéla (1893-1957), férje lázi és bernicei Ghillány Sándor báró, huszárfőhadnagy, országgyűlési képviselő, Ghillány Imre (1860-1922) földművelésügyi miniszter és főispán és Probstner Zsófia (1853-1954) (korábban Szinyei Merse Pálné) fia volt.[9][10]